# Język winnebago
Język winnebago – język z rodziny siouańskiej, używany dawniej przez plemiona Indian Winnebago. Obecnie językiem tym jako ojczystym mówi jeszcze tylko ok. 200 osób w stanie Wisconsin w Stanach Zjednoczonych, podejmowane są jednak próby jego rewitalizacji.
Język winnebago zapisywany jest alfabetem łacińskim z kilkoma znakami diakrytycznymi na oznaczenie:
- samogłosek nosowych į, ų, ą (wym. /ĩ/, /ũ/, /ã/);
- spółgłosek palatalnych š, ž (wym. /ʃ/, /ʒ/);
- spółgłoski welarnej ǧ (wym. /ɣ/);
- zwarcia krtaniowego ʼ.

Litery c, j, y, t służą do zapisu odpowiednio głosek /ʧ/, /ʤ/, /j/, /d/
Osobliwością języka winnebago jest akcent na trzecią sylabę licząc od początku wyrazu: hociˈcinik 'chłopiec', waǧiˈǧi 'piłka'.